# Settimana Coppi e Bartali 2025
La 40.ª edición de la competición ciclista Settimana Coppi e Bartali (llamado oficialmente: Settimana Internazionale Coppi e Bartali) fue una carrera de ciclismo en ruta por etapas que se celebró entre el 25 y el 29 de marzo de 2025 en Italia, con inicio en la ciudad de Ferrara y final en la ciudad de Forli, sobre una distancia total de 763,4 kilómetros.
La carrera formó parte del UCI Europe Tour 2025, calendario ciclístico de los Circuitos Continentales UCI, dentro de la categoría 2.1. El vencedor fue el británico Ben Tulett del Visma | Lease a Bike, quien estuvo acompañado en el podio por el también británico Mark Donovan del Q36.5 y el español Igor Arrieta del UAE Emirates XRG, segundo y tercer clasificado respectivamente.

## Equipos participantes
Tomaron parte en la carrera 25 equipos: 7 de categoría UCI WorldTeam invitados por la organización, 8 de categoría UCI ProTeam y 10 de categoría Continental. Formaron así un pelotón de 173 ciclistas de los que acabaron 98. Los equipos participantes fueron:
| WorldTeams (7)- Team Visma \| Lease a Bike - EF Education-EasyPost - Ineos Grenadiers - Soudal Quick-Step - Team Jayco AlUla - UAE Team Emirates XRG - XDS Astana Team ProTeams (8)- Israel-Premier Tech - Q36.5 Pro Cycling Team - Solution Tech-Vini Fantini - Team Polti VisitMalta - Team TotalEnergies - VF Group-Bardiani CSF-Faizanè - Wagner Bazin WB - Unibet Tietema Rockets Equipos continentales (10)- Lotto Development Team - Red Bull-Bora-Hansgrohe Rookies - General Store-Essegibi-F.lli Curia - JCL Team Ukyo - MBH Bank Ballan CSB - Petrolike - S.C. Padovani Polo Cherry Bank - Sam-Vitalcare-Dynatek - Team Technipes #inEmiliaRomagna - Team Vorarlberg |
| |

## Recorrido
La Settimana Coppi e Bartali dispuso de una etapa llana, dos etapas escarpadas y dos de media montaña para un recorrido total de 763,4 kilómetros.
| Etapa     | Fecha     | Recorrido                       | type                   | Distancia (km) | Desnivel (m) | Ganador     | Líder            |
| --------- | --------- | ------------------------------- | ---------------------- | -------------- | ------------ | ----------- | ---------------- |
| 1.ª etapa | 25 de mar | Ferrara – Bondeno               | etapa llana            | 174,5          | 306 m        | Caleb Ewan  | Caleb Ewan       |
| 2.ª etapa | 26 de mar | Riccione – Sogliano al Rubicone | etapa de media montaña | 163,9          | 3389 m       | Paul Double | Paul Double      |
| 3.ª etapa | 27 de mar | Riccione – Cesena               | etapa de media montaña | 142,1          | 2393 m       | Jay Vine    | Magnus Sheffield |
| 4.ª etapa | 28 de mar | Brisighella – Brisighella       | etapa escarpada        | 150,4          | 2222 m       | Ben Tulett  | Ben Tulett       |
| 5.ª etapa | 29 de mar | Brisighella – Forlì             | etapa escarpada        | 132,5          | 1922 m       |             |                  |

## Desarrollo de la carrera

### 1.ª etapa
| Ferrara - Bondeno | etapa llana | (174,5 km) |

| \| Clasificación de la etapa \| Clasificación de la etapa \| Clasificación de la etapa \| Clasificación de la etapa \| Clasificación de la etapa \| \| Ciclista \| Ciclista \| Equipo \| Tiempo \| \| \| ------------------------- \| ------------------------- \| ---------------------------------- \| ------------------------- \| ------------------------- \| \| 1.º \| Caleb Ewan \| Ineos Grenadiers \| 3 h 47 min 29 s \| \| \| 2.º \| Oded Kogut \| Israel-Premier Tech \| + 0 s \| \| \| 3.º \| Jason Tesson \| Team TotalEnergies \| + 0 s \| \| \| 4.º \| Davide Donati \| Red Bull-Bora-Hansgrohe Rookies \| + 0 s \| \| \| 5.º \| Benjamin Swift \| Ineos Grenadiers \| + 0 s \| \| \| 6.º \| Alessio Menghini \| General Store-Essegibi-F.lli Curia \| + 0 s \| \| \| 7.º \| Andrea Raccagni Noviero \| Soudal Quick-Step \| + 0 s \| \| \| 8.º \| Emīls Liepiņš \| Q36.5 Pro Cycling Team \| + 0 s \| \| \| 9.º \| Colby Simmons \| EF Education-Aevolo \| + 0 s \| \| \| 10.º \| Alexander Konychev \| Team Vorarlberg \| + 0 s \| \| |                         |                                    |                 |
| |                         |                                    |                 |
| |                         |                                    |                 |
| Clasificación de la etapa |                         |                                    |                 |
| Ciclista | Ciclista                | Equipo                             | Tiempo          |
| 1.º | Caleb Ewan              | Ineos Grenadiers                   | 3 h 47 min 29 s |
| 2.º | Oded Kogut              | Israel-Premier Tech                | + 0 s           |
| 3.º | Jason Tesson            | Team TotalEnergies                 | + 0 s           |
| 4.º | Davide Donati           | Red Bull-Bora-Hansgrohe Rookies    | + 0 s           |
| 5.º | Benjamin Swift          | Ineos Grenadiers                   | + 0 s           |
| 6.º | Alessio Menghini        | General Store-Essegibi-F.lli Curia | + 0 s           |
| 7.º | Andrea Raccagni Noviero | Soudal Quick-Step                  | + 0 s           |
| 8.º | Emīls Liepiņš           | Q36.5 Pro Cycling Team             | + 0 s           |
| 9.º | Colby Simmons           | EF Education-Aevolo                | + 0 s           |
| 10.º | Alexander Konychev      | Team Vorarlberg                    | + 0 s           |

| \| Clasificación general \| Clasificación general \| Clasificación general \| Clasificación general \| Clasificación general \| \| Ciclista \| Ciclista \| Equipo \| Tiempo \| \| \| --------------------- \| ----------------------- \| ---------------------------------- \| --------------------- \| --------------------- \| \| 1.º \| Caleb Ewan \| Ineos Grenadiers \| 3 h 47 min 19 s \| \| \| 2.º \| Oded Kogut \| Israel-Premier Tech \| + 4 s \| \| \| 3.º \| Jason Tesson \| Team TotalEnergies \| + 6 s \| \| \| 4.º \| Davide Donati \| Red Bull-Bora-Hansgrohe Rookies \| + 10 s \| \| \| 5.º \| Benjamin Swift \| Ineos Grenadiers \| + 10 s \| \| \| 6.º \| Alessio Menghini \| General Store-Essegibi-F.lli Curia \| + 10 s \| \| \| 7.º \| Andrea Raccagni Noviero \| Soudal Quick-Step \| + 10 s \| \| \| 8.º \| Emīls Liepiņš \| Q36.5 Pro Cycling Team \| + 10 s \| \| \| 9.º \| Colby Simmons \| EF Education-Aevolo \| + 10 s \| \| \| 10.º \| Alexander Konychev \| Team Vorarlberg \| + 10 s \| \| |                         |                                    |                 |
| |                         |                                    |                 |
| |                         |                                    |                 |
| Clasificación general |                         |                                    |                 |
| Ciclista | Ciclista                | Equipo                             | Tiempo          |
| 1.º | Caleb Ewan              | Ineos Grenadiers                   | 3 h 47 min 19 s |
| 2.º | Oded Kogut              | Israel-Premier Tech                | + 4 s           |
| 3.º | Jason Tesson            | Team TotalEnergies                 | + 6 s           |
| 4.º | Davide Donati           | Red Bull-Bora-Hansgrohe Rookies    | + 10 s          |
| 5.º | Benjamin Swift          | Ineos Grenadiers                   | + 10 s          |
| 6.º | Alessio Menghini        | General Store-Essegibi-F.lli Curia | + 10 s          |
| 7.º | Andrea Raccagni Noviero | Soudal Quick-Step                  | + 10 s          |
| 8.º | Emīls Liepiņš           | Q36.5 Pro Cycling Team             | + 10 s          |
| 9.º | Colby Simmons           | EF Education-Aevolo                | + 10 s          |
| 10.º | Alexander Konychev      | Team Vorarlberg                    | + 10 s          |

### 2.ª etapa
| Riccione - Sogliano al Rubicone | etapa de media montaña | (163,9 km) |

| \| Clasificación de la etapa \| Clasificación de la etapa \| Clasificación de la etapa \| Clasificación de la etapa \| Clasificación de la etapa \| \| Ciclista \| Ciclista \| Equipo \| Tiempo \| \| \| ------------------------- \| ------------------------- \| -------------------------- \| ------------------------- \| ------------------------- \| \| 1.º \| Paul Double \| Team Jayco AlUla \| 4 h 18 min 23 s \| \| \| 2.º \| Jarno Widar \| Lotto Development Team \| + 0 s \| \| \| 3.º \| Diego Ulissi \| XDS Astana Team \| + 0 s \| \| \| 4.º \| Ben Tulett \| Team Visma \\| Lease a Bike \| + 0 s \| \| \| 5.º \| Magnus Sheffield \| Ineos Grenadiers \| + 3 s \| \| \| 6.º \| Davide De Pretto \| Team Jayco AlUla \| + 3 s \| \| \| 7.º \| Alexéi Lutsenko \| Israel-Premier Tech \| + 5 s \| \| \| 8.º \| Alessandro Covi \| UAE Team Emirates XRG \| + 5 s \| \| \| 9.º \| Simone Velasco \| XDS Astana Team \| + 5 s \| \| \| 10.º \| Brandon Rivera \| Ineos Grenadiers \| + \| \| |                  |                            |                 |
| |                  |                            |                 |
| |                  |                            |                 |
| Clasificación de la etapa |                  |                            |                 |
| Ciclista | Ciclista         | Equipo                     | Tiempo          |
| 1.º | Paul Double      | Team Jayco AlUla           | 4 h 18 min 23 s |
| 2.º | Jarno Widar      | Lotto Development Team     | + 0 s           |
| 3.º | Diego Ulissi     | XDS Astana Team            | + 0 s           |
| 4.º | Ben Tulett       | Team Visma \| Lease a Bike | + 0 s           |
| 5.º | Magnus Sheffield | Ineos Grenadiers           | + 3 s           |
| 6.º | Davide De Pretto | Team Jayco AlUla           | + 3 s           |
| 7.º | Alexéi Lutsenko  | Israel-Premier Tech        | + 5 s           |
| 8.º | Alessandro Covi  | UAE Team Emirates XRG      | + 5 s           |
| 9.º | Simone Velasco   | XDS Astana Team            | + 5 s           |
| 10.º | Brandon Rivera   | Ineos Grenadiers           | +               |

| \| Clasificación general \| Clasificación general \| Clasificación general \| Clasificación general \| Clasificación general \| \| Ciclista \| Ciclista \| Equipo \| Tiempo \| \| \| --------------------- \| --------------------- \| -------------------------- \| --------------------- \| --------------------- \| \| 1.º \| Paul Double \| Team Jayco AlUla \| 8 h 05 min 42 s \| \| \| 2.º \| Jarno Widar \| Lotto Development Team \| + 4 s \| \| \| 3.º \| Diego Ulissi \| XDS Astana Team \| + 6 s \| \| \| 4.º \| Ben Tulett \| Team Visma \\| Lease a Bike \| + 10 s \| \| \| 5.º \| Davide De Pretto \| Team Jayco AlUla \| + 13 s \| \| \| 6.º \| Magnus Sheffield \| Ineos Grenadiers \| + 13 s \| \| \| 7.º \| Brandon Rivera \| Ineos Grenadiers \| + 15 s \| \| \| 8.º \| Alexéi Lutsenko \| Israel-Premier Tech \| + 15 s \| \| \| 9.º \| Mark Donovan \| Q36.5 Pro Cycling Team \| + 15 s \| \| \| 10.º \| Alessandro Covi \| UAE Team Emirates XRG \| + 15 s \| \| |                  |                            |                 |
| |                  |                            |                 |
| |                  |                            |                 |
| Clasificación general |                  |                            |                 |
| Ciclista | Ciclista         | Equipo                     | Tiempo          |
| 1.º | Paul Double      | Team Jayco AlUla           | 8 h 05 min 42 s |
| 2.º | Jarno Widar      | Lotto Development Team     | + 4 s           |
| 3.º | Diego Ulissi     | XDS Astana Team            | + 6 s           |
| 4.º | Ben Tulett       | Team Visma \| Lease a Bike | + 10 s          |
| 5.º | Davide De Pretto | Team Jayco AlUla           | + 13 s          |
| 6.º | Magnus Sheffield | Ineos Grenadiers           | + 13 s          |
| 7.º | Brandon Rivera   | Ineos Grenadiers           | + 15 s          |
| 8.º | Alexéi Lutsenko  | Israel-Premier Tech        | + 15 s          |
| 9.º | Mark Donovan     | Q36.5 Pro Cycling Team     | + 15 s          |
| 10.º | Alessandro Covi  | UAE Team Emirates XRG      | + 15 s          |

### 3.ª etapa
| Riccione - Cesena | etapa de media montaña | (142,1 km) |

| \| Clasificación de la etapa \| Clasificación de la etapa \| Clasificación de la etapa \| Clasificación de la etapa \| Clasificación de la etapa \| \| Ciclista \| Ciclista \| Equipo \| Tiempo \| \| \| ------------------------- \| ------------------------- \| ----------------------------- \| ------------------------- \| ------------------------- \| \| 1.º \| Jay Vine \| UAE Team Emirates XRG \| 3 h 40 min 58 s \| \| \| 2.º \| Magnus Sheffield \| Ineos Grenadiers \| + 26 s \| \| \| 3.º \| Simone Velasco \| XDS Astana Team \| + 26 s \| \| \| 4.º \| Alessandro Pinarello \| VF Group-Bardiani CSF-Faizanè \| + 26 s \| \| \| 5.º \| Giovanni Carboni \| Unibet Tietema Rockets \| + 26 s \| \| \| 6.º \| Davide De Pretto \| Team Jayco AlUla \| + 26 s \| \| \| 7.º \| Mattéo Vercher \| Team TotalEnergies \| + 26 s \| \| \| 8.º \| Ben Tulett \| Team Visma \\| Lease a Bike \| + 26 s \| \| \| 9.º \| Andrea Raccagni Noviero \| Soudal Quick-Step \| + 26 s \| \| \| 10.º \| Mark Donovan \| Q36.5 Pro Cycling Team \| + 26 s \| \| |                         |                               |                 |
| |                         |                               |                 |
| |                         |                               |                 |
| Clasificación de la etapa |                         |                               |                 |
| Ciclista | Ciclista                | Equipo                        | Tiempo          |
| 1.º | Jay Vine                | UAE Team Emirates XRG         | 3 h 40 min 58 s |
| 2.º | Magnus Sheffield        | Ineos Grenadiers              | + 26 s          |
| 3.º | Simone Velasco          | XDS Astana Team               | + 26 s          |
| 4.º | Alessandro Pinarello    | VF Group-Bardiani CSF-Faizanè | + 26 s          |
| 5.º | Giovanni Carboni        | Unibet Tietema Rockets        | + 26 s          |
| 6.º | Davide De Pretto        | Team Jayco AlUla              | + 26 s          |
| 7.º | Mattéo Vercher          | Team TotalEnergies            | + 26 s          |
| 8.º | Ben Tulett              | Team Visma \| Lease a Bike    | + 26 s          |
| 9.º | Andrea Raccagni Noviero | Soudal Quick-Step             | + 26 s          |
| 10.º | Mark Donovan            | Q36.5 Pro Cycling Team        | + 26 s          |

| \| Clasificación general \| Clasificación general \| Clasificación general \| Clasificación general \| Clasificación general \| \| Ciclista \| Ciclista \| Equipo \| Tiempo \| \| \| --------------------- \| --------------------- \| ----------------------------- \| --------------------- \| --------------------- \| \| 1.º \| Magnus Sheffield \| Ineos Grenadiers \| 11 h 47 min 13 s \| \| \| 2.º \| Ben Tulett \| Team Visma \\| Lease a Bike \| + 3 s \| \| \| 3.º \| Simone Velasco \| XDS Astana Team \| + 4 s \| \| \| 4.º \| Davide De Pretto \| Team Jayco AlUla \| + 6 s \| \| \| 5.º \| Alexéi Lutsenko \| Israel-Premier Tech \| + 8 s \| \| \| 6.º \| Mark Donovan \| Q36.5 Pro Cycling Team \| + 8 s \| \| \| 7.º \| Alessandro Covi \| UAE Team Emirates XRG \| + 8 s \| \| \| 8.º \| Alessandro Pinarello \| VF Group-Bardiani CSF-Faizanè \| + 11 s \| \| \| 9.º \| Mattéo Vercher \| Team TotalEnergies \| + 13 s \| \| \| 10.º \| Giovanni Carboni \| Unibet Tietema Rockets \| + 16 s \| \| |                      |                               |                  |
| |                      |                               |                  |
| |                      |                               |                  |
| Clasificación general |                      |                               |                  |
| Ciclista | Ciclista             | Equipo                        | Tiempo           |
| 1.º | Magnus Sheffield     | Ineos Grenadiers              | 11 h 47 min 13 s |
| 2.º | Ben Tulett           | Team Visma \| Lease a Bike    | + 3 s            |
| 3.º | Simone Velasco       | XDS Astana Team               | + 4 s            |
| 4.º | Davide De Pretto     | Team Jayco AlUla              | + 6 s            |
| 5.º | Alexéi Lutsenko      | Israel-Premier Tech           | + 8 s            |
| 6.º | Mark Donovan         | Q36.5 Pro Cycling Team        | + 8 s            |
| 7.º | Alessandro Covi      | UAE Team Emirates XRG         | + 8 s            |
| 8.º | Alessandro Pinarello | VF Group-Bardiani CSF-Faizanè | + 11 s           |
| 9.º | Mattéo Vercher       | Team TotalEnergies            | + 13 s           |
| 10.º | Giovanni Carboni     | Unibet Tietema Rockets        | + 16 s           |

### 4.ª etapa
| Brisighella - Brisighella | etapa escarpada | (150,4 km) |

| \| Clasificación de la etapa \| Clasificación de la etapa \| Clasificación de la etapa \| Clasificación de la etapa \| Clasificación de la etapa \| \| Ciclista \| Ciclista \| Equipo \| Tiempo \| \| \| ------------------------- \| ------------------------- \| -------------------------- \| ------------------------- \| ------------------------- \| \| 1.º \| Ben Tulett \| Team Visma \\| Lease a Bike \| 3 h 41 min 21 s \| \| \| 2.º \| Igor Arrieta \| UAE Team Emirates XRG \| + 6 s \| \| \| 3.º \| Mark Donovan \| Q36.5 Pro Cycling Team \| + 7 s \| \| \| 4.º \| Simone Velasco \| XDS Astana Team \| + 15 s \| \| \| 5.º \| Emil Herzog \| Red Bull-Bora-Hansgrohe \| + 15 s \| \| \| 6.º \| Mattéo Vercher \| Team TotalEnergies \| + 15 s \| \| \| 7.º \| Giovanni Carboni \| Unibet Tietema Rockets \| + 15 s \| \| \| 8.º \| Alexéi Lutsenko \| Israel-Premier Tech \| + 15 s \| \| \| 9.º \| Viktor Soenens \| Soudal Quick-Step \| + 15 s \| \| \| 10.º \| Thomas Pesenti \| Soudal Quick-Step \| + 15 s \| \| |                  |                            |                 |
| |                  |                            |                 |
| |                  |                            |                 |
| Clasificación de la etapa |                  |                            |                 |
| Ciclista | Ciclista         | Equipo                     | Tiempo          |
| 1.º | Ben Tulett       | Team Visma \| Lease a Bike | 3 h 41 min 21 s |
| 2.º | Igor Arrieta     | UAE Team Emirates XRG      | + 6 s           |
| 3.º | Mark Donovan     | Q36.5 Pro Cycling Team     | + 7 s           |
| 4.º | Simone Velasco   | XDS Astana Team            | + 15 s          |
| 5.º | Emil Herzog      | Red Bull-Bora-Hansgrohe    | + 15 s          |
| 6.º | Mattéo Vercher   | Team TotalEnergies         | + 15 s          |
| 7.º | Giovanni Carboni | Unibet Tietema Rockets     | + 15 s          |
| 8.º | Alexéi Lutsenko  | Israel-Premier Tech        | + 15 s          |
| 9.º | Viktor Soenens   | Soudal Quick-Step          | + 15 s          |
| 10.º | Thomas Pesenti   | Soudal Quick-Step          | + 15 s          |

| \| Clasificación general \| Clasificación general \| Clasificación general \| Clasificación general \| Clasificación general \| \| Ciclista \| Ciclista \| Equipo \| Tiempo \| \| \| --------------------- \| --------------------- \| -------------------------- \| --------------------- \| --------------------- \| \| 1.º \| Ben Tulett \| Team Visma \\| Lease a Bike \| 15 h 28 min 27 s \| \| \| 2.º \| Mark Donovan \| Q36.5 Pro Cycling Team \| + 18 s \| \| \| 3.º \| Igor Arrieta \| UAE Team Emirates XRG \| + 23 s \| \| \| 4.º \| Simone Velasco \| XDS Astana Team \| + 26 s \| \| \| 5.º \| Davide De Pretto \| Team Jayco AlUla \| + 28 s \| \| \| 6.º \| Alexéi Lutsenko \| Israel-Premier Tech \| + 30 s \| \| \| 7.º \| Alessandro Covi \| UAE Team Emirates XRG \| + 30 s \| \| \| 8.º \| Mattéo Vercher \| Team TotalEnergies \| + 35 s \| \| \| 9.º \| Giovanni Carboni \| Unibet Tietema Rockets \| + 38 s \| \| \| 10.º \| Emil Herzog \| Red Bull-Bora-Hansgrohe \| + 42 s \| \| |                  |                            |                  |
| |                  |                            |                  |
| |                  |                            |                  |
| Clasificación general |                  |                            |                  |
| Ciclista | Ciclista         | Equipo                     | Tiempo           |
| 1.º | Ben Tulett       | Team Visma \| Lease a Bike | 15 h 28 min 27 s |
| 2.º | Mark Donovan     | Q36.5 Pro Cycling Team     | + 18 s           |
| 3.º | Igor Arrieta     | UAE Team Emirates XRG      | + 23 s           |
| 4.º | Simone Velasco   | XDS Astana Team            | + 26 s           |
| 5.º | Davide De Pretto | Team Jayco AlUla           | + 28 s           |
| 6.º | Alexéi Lutsenko  | Israel-Premier Tech        | + 30 s           |
| 7.º | Alessandro Covi  | UAE Team Emirates XRG      | + 30 s           |
| 8.º | Mattéo Vercher   | Team TotalEnergies         | + 35 s           |
| 9.º | Giovanni Carboni | Unibet Tietema Rockets     | + 38 s           |
| 10.º | Emil Herzog      | Red Bull-Bora-Hansgrohe    | + 42 s           |

### 5.ª etapa
| Brisighella - Forlì | etapa escarpada | (132,5 km) |

| \| Clasificación de la etapa \| Clasificación de la etapa \| Clasificación de la etapa \| Clasificación de la etapa \| Clasificación de la etapa \| \| Ciclista \| Ciclista \| Equipo \| Tiempo \| \| \| ------------------------- \| ------------------------- \| ------------------------- \| ------------------------- \| ------------------------- \| |          |        |        |
| |          |        |        |
| |          |        |        |
| Clasificación de la etapa |          |        |        |
| Ciclista | Ciclista | Equipo | Tiempo |

## Clasificaciones finales
- Las clasificaciones finalizaron de la siguiente forma:[5]

### Clasificación general
| \| Clasificación general \| Clasificación general \| Clasificación general \| Clasificación general \| Clasificación general \| \| Ciclista \| Ciclista \| Equipo \| Tiempo \| \| \| --------------------- \| --------------------- \| --------------------- \| --------------------- \| --------------------- \| |          |        |        |
| |          |        |        |
| |          |        |        |
| Clasificación general |          |        |        |
| Ciclista | Ciclista | Equipo | Tiempo |

### Clasificación de los puntos
| Clasificación por puntos | Clasificación por puntos | Clasificación por puntos | Clasificación por puntos | Clasificación por puntos |
| Ciclista                 | Ciclista                 | Equipo                   | Puntos                   |                          |
| ------------------------ | ------------------------ | ------------------------ | ------------------------ | ------------------------ |

### Clasificación de la montaña
| Clasificación de la montaña | Clasificación de la montaña | Clasificación de la montaña | Clasificación de la montaña | Clasificación de la montaña |
| Ciclista                    | Ciclista                    | Equipo                      | Puntos                      |                             |
| --------------------------- | --------------------------- | --------------------------- | --------------------------- | --------------------------- |

### Clasificación de los jóvenes
| Clasificación del mejor joven | Clasificación del mejor joven | Clasificación del mejor joven | Clasificación del mejor joven | Clasificación del mejor joven |
| Ciclista                      | Ciclista                      | Equipo                        | Tiempo                        |                               |
| ----------------------------- | ----------------------------- | ----------------------------- | ----------------------------- | ----------------------------- |

### Clasificación por equipos
| Clasificación por equipos | Clasificación por equipos | Clasificación por equipos | Clasificación por equipos |
| Equipo                    | Equipo                    | Tiempo                    |                           |
| ------------------------- | ------------------------- | ------------------------- | ------------------------- |

## Evolución de las clasificaciones
| Etapa                   |                        | Ganador _   | Clasificación general | Puntos           | Montaña               | Jóvenes          | Equipo _              |
| ----------------------- | ---------------------- | ----------- | --------------------- | ---------------- | --------------------- | ---------------- | --------------------- |
| 1.ª etapa               | etapa llana            | Caleb Ewan  | Caleb Ewan            | Caleb Ewan       | Kevin Pezzo Rosola    | Davide Donati    | Ineos Grenadiers      |
| 2.ª etapa               | etapa de media montaña | Paul Double | Paul Double           | Paul Double      | Marc Cabedo Hernández | Jarno Widar      | UAE Team Emirates XRG |
| 3.ª etapa               | etapa de media montaña | Jay Vine    | Magnus Sheffield      | Magnus Sheffield | Marc Cabedo Hernández | Magnus Sheffield | UAE Team Emirates XRG |
| 4.ª etapa               | etapa escarpada        | Ben Tulett  | Ben Tulett            | Ben Tulett       | Marc Cabedo Hernández | Igor Arrieta     | UAE Team Emirates XRG |
| 5.ª etapa               | etapa escarpada        |             |                       |                  |                       |                  |                       |
| Clasificaciones finales |                        |             |                       |                  |                       |                  |                       |

## Ciclistas participantes y posiciones finales
Convenciones:
- AB-N: Abandono en la etapa "N"
- FLT-N: Retiro por arribo fuera del límite de tiempo en la etapa "N"
- NTS-N: No tomó la salida para la etapa "N"
- DES-N: Descalificado o expulsado en la etapa "N"

## UCI World Ranking
La Settimana Coppi e Bartali otorgó puntos para el UCI World Ranking para corredores de los equipos en las categorías UCI WorldTeam, UCI ProTeam y Continental. Las siguientes tablas son el baremo de puntuación y los diez corredores que obtuvieron más puntos:
| Posición              | 1.º | 2.º | 3.º | 4.º | 5.º | 6.º | 7.º | 8.º | 9.º | 10.º | 11.º | 12.º | 13.º-15.º | 16.º-25.º |
| Clasificación general | 125 | 85  | 70  | 60  | 50  | 40  | 35  | 30  | 25  | 20   | 15   | 10   | 5         | 3         |
| Por etapa             | 14  | 5   | 3   |     |     |     |     |     |     |      |      |      |           |           |
| Líder                 | 3   |     |     |     |     |     |     |     |     |      |      |      |           |           |

| Clasificación |                  |                                 |         |       |       |       |
| Posición      | Ciclista         | Equipo                          | General | Etapa | Líder | Total |
| ------------- | ---------------- | ------------------------------- | ------- | ----- | ----- | ----- |
| 1.º           | Ben Tulett       | Visma \| Lease a Bike           | 125     | 14    | 3     | 125   |
| 2.º           | Mark Donovan     | Q36.5                           | 85      | 3     | -     | 88    |
| 3.º           | Igor Arrieta     | UAE Emirates XRG                | 70      | 5     | -     | 75    |
| 4.º           | Alexey Lutsenko  | Israel-Premier Tech             | 60      | 3     | -     | 63    |
| 5.º           | Simone Velasco   | XDS Astana                      | 50      | 3     | -     | 53    |
| 6.º           | Mattéo Vercher   | TotalEnergies                   | 40      | -     | -     | 40    |
| 7.º           | Giovanni Carboni | Unibet Tietema Rockets          | 35      | -     | -     | 38    |
| 8.º           | Emil Herzog      | Red Bull-BORA-hansgrohe Rookies | 30      | -     | -     | 30    |
| 9.º           | Magnus Sheffield | INEOS Grenadiers                | 20      | 5     | 3     | 28    |
| 10.º          | Jay Vine         | UAE Emirates XRG                | -       | 28    | -     | 28    |